# Liste des œuvres d'art de la Gironde
 (février 2022).
Cet article vise à recenser les œuvres d'art dans l'espace public de la Gironde, en France.

## Liste
Les œuvres sont classées par ordre alphabétique de communes et, au sein de celles-ci, par ordre chronologique d'installation, dans la mesure des informations disponibles.

### Sculptures
| Œuvre                           | Auteur           | Commune                 | Localisation                                                             | Notes | Installation                                                    | Coordonnées                                                     | Illustration |
| ------------------------------- | ---------------- | ----------------------- | ------------------------------------------------------------------------ | --- | --------------------------------------------------------------- | --------------------------------------------------------------- | --- |
| Buste de Nicolas Brémontier,    | Anselme Léon     | Arcachon                | Sur la place Brémontier                                                  | Représente Nicolas Brémontier. Une copie est érigée sur une colonne à Labouheyre en 1879. Une autre copie est installée en 1882 dans le hall de l'école nationale des ponts et chaussées à Paris. | 1878                                                            | 44° 39′ 25″ nord, 1° 10′ 42″ ouest                              | Buste de Nicolas Brémontier |
| La Sécheuse de morue            | Michel Lecœur    | Bègles                  | À déterminer                                                             | | 2002                                                            | à géolocaliser                                                  | La Sécheuse de morue |
| Totem des morues                | Nadine Leveau    | Bègles                  | Sur la place du Prêche                                                   | | 2005                                                            | à géolocaliser                                                  | Totem des morues |
| Les Gardiens de fûts            | Erik Dietman     | Blanquefort             | Château-Dillon, lycée viticole                                           | | 31929[Quand ?]                                                  | 44° 54′ 36″ nord, 0° 38′ 07″ ouest                              | Les Gardiens de fûts |
|                                 |                  | Bordeaux                | Voir la liste des œuvres d'art dans l'agglomération de Bordeaux          | Voir la liste des œuvres d'art dans l'agglomération de Bordeaux | Voir la liste des œuvres d'art dans l'agglomération de Bordeaux | Voir la liste des œuvres d'art dans l'agglomération de Bordeaux | Voir la liste des œuvres d'art dans l'agglomération de Bordeaux                                                                                          |
| Plusieurs fois                  | Claude Closky    | Cenon                   | Tramway                                                                  | | 2003                                                            | 44° 51′ 20″ nord, 0° 31′ 12″ ouest                              | Plusieurs fois |
| Multiples                       | Danielle Bigata  | Gradignan               | Dans le parc de Laurenzanne                                              | | À déterminer                                                    | à géolocaliser                                                  | Image manquante |
| Le Pèlerin de Compostelle       | Danielle Bigata  | Gradignan               | À déterminer                                                             | | 1997                                                            | à géolocaliser                                                  | Le Pèlerin de Compostelle |
| Buste de Giuseppe Verdi         | Danielle Bigata  | Gradignan               | Dans le parc de Mandavit                                                 | Représente Giuseppe Verdi. | À déterminer                                                    | à géolocaliser                                                  | Buste de Giuseppe Verdi |
| Pêcheur                         | Laurent Maero    | La Teste-de-Buch        | À déterminer                                                             | | À déterminer                                                    | à géolocaliser                                                  | Pêcheur |
| Statue de Jean Hameau,          | À déterminer     | La Teste-de-Buch        | Sur la place Jean-Hameau                                                 | Représente Jean Hameau. L'originale, réalisée en 1900 par Gaston Veuvenot Leroux est fondue sous le régime de Vichy, dans le cadre de la mobilisation des métaux non ferreux.                     | 1962                                                            | à géolocaliser                                                  | Statue de Jean Hameau« Monument à Jean Hameau à La Teste-de-Buch », sur À nos grands hommes,« Monument à Jean Hameau à La Teste-de-Buch », sur e-monumen |
| Manutea                         | Dominique Pios   | Lacanau                 | À déterminer                                                             | | À déterminer                                                    | à géolocaliser                                                  | Image manquante |
| Lieu-dit                        | Michel François  | Lormont                 | Tramway                                                                  | | 2006                                                            | 44° 51′ 51″ nord, 0° 31′ 30″ ouest                              | Lieu-dit |
| Hospitality                     | Barry Flanagan   | Martillac               | Château Smith Haut Lafitte                                               | | À déterminer                                                    | à géolocaliser                                                  | Hospitality |
| Buste du docteur Georges Rouhet | À déterminer     | Monségur                | Intersection de l'avenue Jean-Paul Glanet et de l'avenue porte des tours | L'original réalisé en 1939 par Joseph Rivière est fondu sous le régime de Vichy, dans le cadre de la mobilisation des métaux non ferreux.                                                         | À déterminer                                                    | à géolocaliser                                                  | Image manquante |
| Travelling                      | Élisabeth Ballet | Pessac                  | Tramway                                                                  | | 2004                                                            | 44° 47′ 47″ nord, 0° 37′ 17″ ouest                              | Travelling |
| Buste d'André Berry             | À déterminer     | Quinsac                 | À déterminer                                                             | Représente André Berry. | À déterminer                                                    | à géolocaliser                                                  | Buste d'André Berry |
| Colonne à la Vierge             | À déterminer     | Saint-Germain-d'Esteuil | Sur la place de l'Église                                                 | Inscrit MH (1992). | À déterminer                                                    | 45° 17′ 23″ nord, 0° 51′ 57″ ouest                              | Colonne à la Vierge |
| Colonne à la Vierge             | À déterminer     | Saint-Yzans-de-Médoc    | À déterminer                                                             | Inscrit MH (1991). | À déterminer                                                    | 45° 19′ 30″ nord, 0° 49′ 22″ ouest                              | Colonne à la Vierge |
| Grand Double                    | Alicia Penalba   | Talence                 | À déterminer                                                             | | 1973                                                            | à géolocaliser                                                  | Grand Double |
| Le récit perpétuel              | Melik Ohanian    | Talence                 | Tramway                                                                  | | 2007                                                            | 44° 48′ 03″ nord, 0° 35′ 44″ ouest                              | Le récit perpétuel |
| Buste de Jacques Laporte        | À déterminer     | Vendays-Montalivet      | À déterminer                                                             | | À déterminer                                                    | à géolocaliser                                                  | Image manquante |
| Paysage                         | Pascal Convert   | Villenave-d'Ornon       | Institut des sciences de la vigne et du vin                              | | 2009                                                            | 44° 46′ 48″ nord, 0° 34′ 02″ ouest                              | Paysage |

### Fontaines
| Œuvre                               | Auteur                                | Commune  | Localisation                                                    | Notes                                                           | Installation                                                    | Coordonnées                                                     | Illustration                                                    |
| ----------------------------------- | ------------------------------------- | -------- | --------------------------------------------------------------- | --------------------------------------------------------------- | --------------------------------------------------------------- | --------------------------------------------------------------- | --------------------------------------------------------------- |
|                                     |                                       | Bordeaux | Voir la liste des œuvres d'art dans l'agglomération de Bordeaux | Voir la liste des œuvres d'art dans l'agglomération de Bordeaux | Voir la liste des œuvres d'art dans l'agglomération de Bordeaux | Voir la liste des œuvres d'art dans l'agglomération de Bordeaux | Voir la liste des œuvres d'art dans l'agglomération de Bordeaux |
| Fontaine Wallace                    | Copie d'après Charles-Auguste Lebourg | Créon    | Dans le centre culturel                                         |                                                                 | À déterminer                                                    | à géolocaliser                                                  | Image manquante                                                 |
| Fontaine Icare, les racines du Ciel | Danielle Bigata                       | Langon   | Sur le rond-point de la place du Général de Gaulle              |                                                                 | 1991                                                            | 44° 33′ 10″ nord, 0° 14′ 44″ ouest                              | Fontaine Icare, les racines du Ciel                             |
| Fontaine Wallace                    | Copie d'après Charles-Auguste Lebourg | Libourne | Dans le squarre Maurice Bernardeau                              |                                                                 | À déterminer                                                    | à géolocaliser                                                  | Image manquante                                                 |

### Œuvres disparues ou retirées
| Œuvre                                                    | Auteur                 | Commune              | Localisation                                                    | Notes | Installation                                                    | Coordonnées                                                     | Illustration |
| -------------------------------------------------------- | ---------------------- | -------------------- | --------------------------------------------------------------- | --- | --------------------------------------------------------------- | --------------------------------------------------------------- | --- |
|                                                          |                        | Bordeaux             | Voir la liste des œuvres d'art dans l'agglomération de Bordeaux | Voir la liste des œuvres d'art dans l'agglomération de Bordeaux | Voir la liste des œuvres d'art dans l'agglomération de Bordeaux | Voir la liste des œuvres d'art dans l'agglomération de Bordeaux | Voir la liste des œuvres d'art dans l'agglomération de Bordeaux                                                                                               |
| Statue de la Liberté                                     | À déterminer           | Izon                 | Sur la place de la Liberté                                      | Fondue sous le régime de Vichy, dans le cadre de la mobilisation des métaux non ferreux. | 1926                                                            | à géolocaliser                                                  | Image manquante |
| Buste du docteur Joseph Felletin                         | À déterminer           | Izon                 | À déterminer                                                    | Fondu sous le régime de Vichy, dans le cadre de la mobilisation des métaux non ferreux. | À déterminer                                                    | à géolocaliser                                                  | Image manquante |
| Poilu écrasant l'aigle allemand (d) (monument aux morts) | Charles-Henri Pourquet | Izon                 | Sur la place de l'église                                        | Détruit par les autorités allemande pendant l'Occupation. Un monument de remplacement en granit est installé en 1956. Il est retiré en 1994. Un monument de remplacement en bronze, très différent est installé[Quand ?]. | 1920                                                            | à géolocaliser                                                  | Poilu écrasant l'aigle allemand (d) (monument aux morts)« Monument aux morts de 14-18 à Izon », sur e-monumen                                                 |
| Statue de Paul Broca,                                    | Paul-François Choppin  | Sainte-Foy-la-Grande | Sur la place Paul Broca                                         | Représentait Paul Broca. Fondue sous le régime de Vichy, dans le cadre de la mobilisation des métaux non ferreux. | 1888                                                            | à géolocaliser                                                  | Statue de Paul Broca« Monument à Paul Broca à Sainte-Foy-la-Grande », sur À nos grands hommes,« Monument à Paul Broca à Sainte-Foy-la-Grande », sur e-monumen |